# 永田砂知子
永田 砂知子（ながた さちこ、sachiko nagata）は、日本の打楽器奏者、即興演奏家。鉄のスリットドラム「波紋音」（はもん）のソリストとして日本を中心に国内外で活躍している。ソロ以外にもダンス、舞踏、華道、美術、語りなどさまざまな分野のアーティストとのコラボレーションを積極的におこなっている。

## 経歴
幼いころよりピアノに親しみクラシック音楽の基礎を学ぶ。13歳より小宅勇輔に打楽器を学び、東京芸術大学付属高校を経て東京芸術大学器楽科・打楽器専攻を卒業高橋美智子・有賀誠に師事。卒業後クラシックの分野で活動していたが、1990年代より即興ベースの吉沢元治との共演をきっかけに即興演奏によりボーダレスな世界で活動開始。97年に美術家・斉藤鉄平が水琴窟にインスピレーションを受けて創作した鉄のスリットドラム「波紋音」に出会い「波紋音」だけを使った演奏活動を始める。ほかにかかわった美術家の創作したサウンドオブジェとして、1995年 - 2005年金沢健一「音のかけら」2000年 - 渡辺泰幸「土の音」がある。

## 参加した主な即興のセッション
- 1993年 田中泯主催「アートキャンプ白洲」にて　デレク・ベイリー「company week」
- 1993年 四谷 P3 art and environment Buch Morris「CONDUCTION」No28
- 1994年 ジョン・ゾーン 渋谷ラ・ママ「COBRA」新宿ピットイン「BEZIQUE」
- 1998年 Buch Morris アメリカツァー「CONDUCTION - JAPAN SKYSCRAPER」ミネアポリス, アトランタ, Tempe, NYで公演

## バンド活動など
- 1993年 - 2008年 梅津和時率いるKlezmer音楽バンド「ベツニ・ナンモ・クレズマー」にマリンバ奏者として参加
- 1994年 - 2001年創作竹楽団 BAMBOO ORCHSTRAに所属 コスタ・リカ・第5回世界竹会議招聘演奏参加

## 波紋音の主な演奏会
- 2004年  沼袋・シルクラブ能舞台「森羅一如のコスモロジー」オープニング・コンサート
- 2005年 倉敷民芸館「秦泉寺由子の世界」展 オープニング・コンサート
- 2006年 宮城県の隈研吾設計の能舞台・森舞台「波紋音コンサート」企画・ギャラリー蒼
- 2007年  京都法然院・方丈の間「茶会と波紋音演奏会」茶会主催・連 和菓子協力・老松
- 2008年 四国霊場第31番札所・高知・竹林寺「波紋音コンサートin竹林寺」
- 2009年  パリ, 3箇所 （Espace Bertin Poiree , Satellit Cafe , Studio 4'33"）「le hamon」
- 2010年 北海道・アルテピアッツァ美唄「レゾナンス・共振」ゲスト・竹内実花（舞踏）
- 2011年 横浜・三渓園・燈明寺「祈りの音」企画・演出・美術 ガラス作家・荒川尚也
- 2012年 川崎市岡本太郎美術館 岡本太郎生誕100年「虚舟」展 クロージングイベント「祈り」特別出演・大野慶人
- 2012年 札幌モエレ沼公園・ガラスのピラミッド「blue flow」電子音響音楽家のchiharu mkと共演

## 講座 ワークショップなど
- 2004年 倉敷・第4回音楽療法学会大会 講習会講師「誰でも参加できる、即興アンサンブル」
- 2006年 国際芸術センター青森レクチャー・ワークショップ「音の探検」
- 2007年 国際芸術センター青森 ワークショップ「音楽の発明-イタドリで作る雨の音」
- 2007年 明治大学リバティアカデミー講師「音の源流を求めて - 鉄の響き・波紋音 - 」

## アルバム
- 2005年 「波紋音」
- 2010年 「le hamon」
- 2011年 「Thaumatrope（ソーマトロープ）」（回転絵盤）（演奏・パーカッション・ユニット「sto-mocs」）
- 2013年 「blue flow」(sachiko nagata × chiharu mk)：電子音響音楽家 chiharu mkとのコラボレーション作品（StudioC+からリリース）

## 関連人物
- chiharu mk